# غریبه (مجموعه تلویزیونی آمریکایی)
غریبه (به انگلیسی: Outlander) یک مجموعه تلویزیونی درام-تاریخی بریتانیایی-آمریکایی است که بر اساس رمانی با همین نام از دایانا گابالدون ساخته شده ‌است. این مجموعه توسط رونالد دی مور توسعه یافته و بوسیلهٔ سونی پیکچرز تلویژن و لفت بنک پیکچرز برای شبکه استارز تهیه شده‌ است. این مجموعه در ۹ اوت ۲۰۱۴ از شبکه تلویزیونی استارز به نمایش در آمد.

## داستان
داستان مجموعه با پایان جنگ جهانی دوم در بریتانیا آغاز می‌شود، جایی که یک پرستار جنگ به نام کلِیر رَندال فریزر «کترینا بلف» به اتفاق همسرش فرانک «توبیاس منزیس» که استاد تاریخ دانشگاه آکسفورد می‌باشد و در طول جنگ به عنوان جاسوس در سازمان ام آی ۶ مشغول به خدمت بوده است تصمیم می‌گیرند تا بعد از مدت‌ها جدایی بر اثر جنگ به عنوان دومین ماه عسل خود به اینورنس اسکاتلند بروند، اما این سفر برای کلِیر چندان آرام بخش نخواهد بود چرا که او در طول یکی از گردش‌هایش هنگامی که در جستجوی منشا صدای عجیبی در بین آثار تاریخی منطقه است از هوش می‌رود و پس از به هوش آمدن، خود را درمیانه دوران پرهیاهوی دیگری در سال ۱۷۴۳ می‌یابد، جایی که نه تنها کسی حرف او را باور نمی‌کند بلکه جان او نیز در خطر است و در این دنیای عجیب و دشوار مجبور به ازدواج با جنگجوی جوان و احساسی به نام جیمز فریزر «سم هیوین» می‌شود، همچنین دیری نمیگذرد که این دو، عاشق و دلباخته‌ی یکدیگر می‌شوند که بعدها درگیر قیام یعقوبی «جاکوبیت‌ها» می‌شوند.

## تولید
در ژوئن ۲۰۱۳، شبکه استارز اعلام کرد که این مجموعه را برای ۱۶ قسمت سفارش داده و تولیدش از اکتبر ۲۰۱۳ شروع خواهد شد، گابالدون هم از سوی شبکه برای مشاوره به بازیگران گماشته شد و بر سر صحنه‌ها حاضر بود.
فصل دوم این سری به تعداد ۱۳ قسمت از آوریل تا ژوئیه ۲۰۱۶، فصل سوم از سپتامبر تا دسامبر ۲۰۱۷ در ۱۳ قسمت، فصل چهارم از نوامبر ۲۰۱۸ تا ژانویه ۲۰۱۹ و فصل پنجم این مجموعه به تعداد ۱۲ قمست از ۱۶ فوریه ۲۰۲۰ تا ۱۰ مه پخش گردید.  فیلمبرداری از این مجموعه در اواخر ۲۰۱۳ و اوایل ۲۰۱۴، حدود ۳۸ هفته در اسکاتلند ادامه داشت.
فصل ششم این مجموعه در ۶ مارس ۲۰۲۲ پخش شد وهمچنین این مجموعه برای فصل هفتم در ۱۶ قسمت تمدید شده است تا به ترتیب بر اساس «نفسی از برف و خاکستر» و «پژواک در استخوان» ساخته شود.

## طرح
| فصل | قسمت‌ها | قسمت‌ها | تاریخ اصلی روی آنتن رفتن | تاریخ اصلی روی آنتن رفتن |
| فصل | قسمت‌ها | قسمت‌ها | اولین بار                | آخرین بار                |
| --- | ------ | ------ | ------------------------ | ------------------------ |
| ۱   | ۱۶     | ۸      | ۹ اوت ۲۰۱۴               | ۲۷ سپتامبر ۲۰۱۴          |
| ۱   | ۱۶     | ۸      | ۴ آوریل ۲۰۱۵             | ۳۰ مه ۲۰۱۵               |
| ۲   | ۱۳     | ۱۳     | ۹ آوریل ۲۰۱۶             | ۹ ژوئیه ۲۰۱۶             |
| ۳   | ۱۳     | ۱۳     | ۱۰ سپتامبر ۲۰۱۷          | ۱۰ دسامبر ۲۰۱۷           |
| ۴   | ۱۳     | ۱۳     | ۴ نوامبر ۲۰۱۸            | ۲۷ ژانویه ۲۰۱۹           |
| ۵   | ۱۲     | ۱۲     | ۱۶ فوریه ۲۰۲۰            | ۱۰ مه ۲۰۲۰               |
| ۶   | ۸      | ۸      | ۶ مارس ۲۰۲۲              | ۱ مه ۲۰۲۲                |

### فصل ۱ (۲۰۱۴-۱۵)
با پایان جنگ جهانی دوم در بریتانیا جایی که پرستار جنگ به نام کلِیر رَندال فریزر «کترینا بلف» به اتفاق همسرش فرانک «توبیاس منزیس» که استاد تاریخ دانشگاه آکسفورد می‌باشد و در طول جنگ به عنوان جاسوس در سازمان ام آی ۶ مشغول به خدمت بوده است تصمیم می‌گیرند تا بعد از مدت‌ها جدایی بر اثر جنگ به عنوان دومین ماه عسل خود به اینورنس اسکاتلند بروند، اما این سفر برای کلِیر چندان آرام بخش نخواهد بود چرا که او در طول یکی از گردش‌هایش هنگامی که در جستجوی منشا صدای عجیبی در بین آثار تاریخی منطقه است از هوش می‌رود و پس از به هوش آمدن خود را درمیانه دوران پرهیاهوی دیگری در سال ۱۷۴۳ می‌یابد جایی که نه تنها کسی حرف او را باور نمی‌کند بلکه جان او نیز در خطر است و در این دنیای عجیب و دشوار مجبور به ازدواج با جنگجوی جوان و شجاعی به نام جیمی فریزر «سم هیوین» می‌شود، طولی نمی‌کشد که این دو عاشق و دلباخته‌ی یکدیگر می‌شوند، کلیر نقشه‌ئ فرار و رسیدن به سنگ های گریک نا دون را می‌کشد که تا از طریق سنگ‌ها به زمان خودش برگردد، اما این قبیله به جاسوس بودن کلیر مشکوک هستند و وی را به عنوان یک درمانگر حفظ می‌کنند و مانع تلاش او برای بازگشت به زمان خودش می‌شوند...

### فصل ۲ (۲۰۱۶)
در پاریس، کلیر و جیمی با براندازی و نقشه سعی دارند، ارتش چارلز ادوارد استوارت را خنثی کنند، اما پس از تلاش های زیاد نمی‌توانند مانع این کار شوند، راندال «توبیاس منزیس» دوباره در پاریس ظاهر می‌شود، جیمی «سم هیوین» قصد دارد وی را بکشد اما کلیر مانع این کار می‌شود او با ترغیب راندال به ازدواج با مری هاوکینز به این مهم دست می‌یابد تا همسر اولش فرانک «توبیاس منزیس» را نجات دهد. کلیر که کودک خود را که قبل از آمدن به فرانسه باردار بود از دست می‌دهد و پس از نا امید شدن از جلوگیری جنگ، او و جیمی به اسکاتلند برمی‌گردند و قبلیه ها را آماده می‌کنند تا به چالرز استوارت برسند و در نبرد کالودن شرکت کنند. قبل از نبرد کالودن، کلیر، برای بار دوم باردار می‌شود جیمی او را متقاعد می‌کند که به قرن ۲۰ام برگردد، کلیر از جیمی درخواست می‌کند که همراه او برود اما جیمی تصمیم می‌گیرد با قبیله‌اش در جنگ کالودن شرکت کنند و بمیرند. کلیر با بازگشت به قرن خودش، در مورد سفر در زمان خود به فرانک می‌گوید او از وی می‌خواهد جیمی را فراموش کند تا بتوانند فرزندشان را بزرگ کند. بیست سال بعد از نبر کالدون، فرانک درگذشت. کلیر دخترش بریانا «سوفی اسکلتون» را به اسکاتلند می‌برد. او که می‌دانست جیمی در نبرد کالدون کشته شده است در می‌یابد که جیمی در کالودن کشته نشده است و در پایان فصل تصمیم می‌گیرد از طریق سنگ‌ها پیش جیمی برگردد.

### فصل سوم (۲۰۱۷)
جیمی، جاناتان راندال را در کالودن می‌کشد و وی به شدت زخمی می‌شود اما از اعدام در امان می‌ماند و موفق به فرار می‌شود و به خانه باز می‌گردد اما پس از چند سال او را دستگیر می‌کنند و به زندان می‌فرستند او در زندان اردزمیر با فرماندار لرد جان گری دوست می‌شود، که بعدا او را برای کار در یک ملک به انگلستان می‌فرستند، در آنجا جیمی رابطه‌ای جنسی با دختر ارباب برقرار می‌کند و صاحب پسری نامشروع به نام ویلیام می‌شود، جیمی پس از چندین سال کار کردن در انگلستان به اسکاتلند برمی‌گردد و چاپگر می‌شود.
در سال ۱۹۴۸، کلیر در دانشکده پزشکی در بوستون، ماساچوست مشغول درس خواندن شده است و همچنین فرانک در حالی که برایانا دانشجو بود در یک تصادف رانندگی کشته می‌شود. کلیر با کمک راجر ویکفیلد سرنخی از سرنوشت جیمی پس از کالودن پیدا می‌کند، او به قرن هجدهم بازمی‌گردد و متوجه شد جیمی با لیری «نل هادسون» بیوه، ازدواج کرده است. آنها سعی می‌کنند گنجینه‌ای پنهان را پیدا کنندو به لیری بپردازند تا از جیمی جدا شود به همین دلیل برادرزاده‌ی جیمی ایان «جان بل» برای پیدا کردن گنجینه به جزیره‌ای راهی می‌شود که توسط دزدان دریایی دستگیر و به کارائیب منتقل می‌شود،  جیمی و کلیر به دنبال او می‌روند و پس از مشکلات فراوان که سر راه آن‌ها قرار می‌گیرد موفق می‌شوند او را از دست گیلیس «لاته فربیک» (که در فصل اول کلیر را از آتش سوزی نجات داده بود) نجات دهند. کلیر و جیمی راهی اسکاتلند می‌شوند اما در سواحل جورجیا  کشتی آن‌ها غرق می‌شود.

### فصل چهارم (۲۰۱۸-۱۹)
در مستعمره انگلیس کارولینای شمالی، کلیر و جیمی به دنبال بازگشت با اسکاتلند به‌همراه فرگوس، مارسالی، و ایان هستند. آن‌ها بعدا از مزارع عمه‌ی جیمی، جوکاستا کامرون بازدید می‌کنند جایی که شرایط بردگی آفریقایی‌هایی را می بینند. کلیر و جیمی تصمیم به ترک مزرعه می‌گیرند و سرزمینی را بنام فریزر ریج که قبلاً چروکی‌ها در آنجا زندگی می‌کرده‌اند را تاسیس کنند، جیمی پس از از چندین سال با مورتا (پدرخوانده جیمی از فصل اول) که اکنون آهنگر و رهبر جنبش تنظیم کننده‌ها است، دوباره دیدار می‌کند. لرد جان با پسر جیمی، ویلی، به فریزر ریچ می‌آیند تا جیمی فرزند خود را ملاقات کند.
در دهه ۱۹۷۰، برایانا پیشنهاد ازدواج راجر را رد می‌کند. پس از اینکه دریافت پدر و مادرش در آتش سوزی خواهند مرد، به اسکاتلند می‌رود و از میان سنگ‌ها عبور می کند تا این خبر را به کلیر و جیمی بدهد. راجر او را دنبال می کند و او را در ویلمینگتون، کارولینای شمالی ملاقات می‌کنند و تصمیم می‌گیرند عقد فوری انجام دهند، این دو به دلیل مشکلاتی که به‌وجود آمده از یکدیگر جدا می‌شوند، راجر که نا امید شده است به سمت سنگ‌ها راهی ‌می‌شود. در همان لحظه بریانا در یک میخانه مورد تجاوز جنسی قرار می‌گیرد که بعد‌ها متوجه می‌شود از استفان بانت «اد اسپیلرز» باردار هست، راجر از رفتن به زمان خودش منصرف می‌شود و به فریزر ریچ بازمیگردد. قبل از بازگشت راجر، کلیر و جیمی فرزندشان بریانا را پیدا می‌کنند، دختری که همراه بریانا بود به اشتباه برای جیمی توضیح می‌دهد که راجر فرد متجاوزگر بوده، جیمی پس از رسیدن راجر به فریز ریچ به اشتباه تصور می کند که او متجاوزگر دخترش است و او را کتک می زند و ایان (برادرزاده‌ی جیمی)، راجر را به قبیله موهاک ها می‌فروشد. جیمی و ایان پس از فهمیدن حقیقت ماجراء، به دنبال راجر می‌روند.
در پایان فصل راجر بعد از نجات یافتن در مزارع جوکاستا با بریانا دوباره ملاقات می‌کنند همچنین در همان لحظه جیمی، نامه‌ای از سوی ماّمورین فرماندار که دستوراتی مبنی بر شکار مورتا «فراری و رهبر تنظیم کننده‌ها» را دریافت می‌کند.

### فصل پنجم (۲۰۲۰)
سرنوشت جیمی و کلیر در آستانه جنگ انقلابی آمریکا برای حفظ خانه خود در فریزر ریج دوباره به جنگ گره می‌خورد، برایانا و راجر در مراسمی بزرگ در فریزر ریج ازدواج می کنند، در هنگام پذیرایی، فرماندار تریون به جیمی دستور شکار مورتا را می‌دهد و جیمی را مجبور می‌کند تا یک گروه شبه نظامی جمع کند و با شورشیان مقابله کند او تلاش می‌کند تا تعادل را حفظ کند و پدرخوانده خود را در امان نگه دارد و همچنین به وظایف خود در قبال انگلیسی‌ها عمل کند، به ویژه زیر نظر ستوان ناکس، که در ظاهر مصمم است مورتا را پیدا کند و بکشد، سرانجام در نبردی مورتا با ضرب یک گلوله کشته می‌‌شود.
در همین حال، رابطه راجر و بری در معرض خطر قرار می‌گیرد زیرا نشانه‌هایی از ظهور استیون بونت در ذهن بریانا وجود دارد، و برایانا را مجبور می‌کند هنگام دستگیری بانت توسط مامورین، به سراغ بانت برود و با او صحبت کند. سرانجام، آنها تصمیم می‌گیرند که از بین سنگها به قرن ۲۰ام برگردند زیرا برای پسرشان برگشت به آن زمان بسیار امن تر خواهد بود. با استقرار کلیر در فریزر ریج، وی همچنان با سعی به تولید پنی سیلین و ارائه مخفیانه مشاوره پزشکی با نام مستعار و روش‌های معمول پزشکی برای زنان آن زمان است. با این حال، او دریافت که توصیه های براندازانه‌ی او نتیجه معکوس می‌دهد. در قسمت آخر ، کلیر توسط براون و افرادش ربوده و مورد تجاوز جنسی قرار می‌گیرد اما متعاقباً توسط جیمی، راجر و شبه نظامیان قبلی نجات می‌یابد. اگرچه جیمی جسد لیونل را به برادرش و شهردار براونزویل تحویل می‌دهد، ریچارد براون فریزر ریچ و خانواده‌ جیمی را با ظرافت تهدید می‌کند. فصل پنجم با کلیر و جیمی که از ایوان به بیرون نگاه می کنند و تصمیم می گیرند دور از دردسر پیش روند و طعم آرامش را بچشند به اتمام می‌رسد.

## بازیگران و نقش‌ها
- کترینا بلف در نقش کلیر بیچمپ رندال-فریزر
- سم هیوین در نقش جیمز «جیمی» مک‌کنزی فریزر
- توبیاس منزیس در نقش فرانک رندال (فصل اول تا چهارم) - جاناتان «بلک جک» رندال (فصل اول تا سوم)
- گراهام مک‌تاویش در نقش دوگول مک‌کنزی (فصل اول تا دوم) - ویلیام "باک" مک‌کنزی (فصل پنجم)
- دانکن لاکروی در نقش مورتاگ فیتزگیبنز فریزر (فصل اول تا پنجم)
- استیون والترز در نقش انگوس (فصل اول تا دوم)
- گری لوئیس در نقش کالوم مک‌کنزی (فصل اول تا دوم)
- لاته فربیک در نقش گیلیس دانکن (فصل اول تا سوم)
- بیل پترسون در نقش ادوارد «نِد» گاون (فصل اول تا سوم)
- سیمون کالو در نقش دوک ساندریهام (فصل اول تا دوم)
- لارا دانلی در نقش جنت «جِنی» فریزر موری (فصل اول تا سوم)
- داگلاس هنشال در نقش تاران مک‌کواری (فصل اول)
- استیون کری در نقش ایان موری (فصل اول تا چهارم)
- استنلی وبر در نقش کنت سنت زرمن (فصل دوم)
- اندرو گاور در نقش پرنس چارلز ادوارد استوارت (فصل دوم تا سوم)
- رزی دی در نقش مری هاوکینز (فصل دوم)
- دومینیک پینان در نقش استاد ریموند (فصل دوم)
- فرانس دو لا تور در نقش مادر هیلدگارد (فصل دوم)
- نل هادسون در نقش لیری مک‌کنزی (فصل دوم تا چهارم) همچنین ایفای نقش کوتاهی در فصل اول
- کلایو راسل در نقش لرد لاوت (فصل دوم)
- ریچارد رنکین در نقش راجر مک‌کنزی (فصل دوم تا اکنون)
- سوفی اسکلتون در نقش بریانا «بری» رندال فریزر (فصل دوم تا اکنون)
- دیوید بری در نقش لرد جان گری (فصل سوم تا پنجم)
- جان بل در نقش ایان فریزر (فصل سوم تا اکنون)
- سزار دمبوی در نقش فرگوس فریزر بزرگسال (فصل سوم تا اکنون)
- لورن لایل در نقش مارسلی مک‌کیمی فریزر (فصل سوم تا اکنون)
- ریچارد دیلن در نقش کاپیتان رینز (فصل سوم)
- اد اسپیلرز در نقش استفان بانت (فصل چهارم تا پنجم)
- کلایو راسل در نقش سایمون فریزر (فصل دوم)
- رزی دی در نقش مری هاوکینز (فصل دوم)

## تولید

### توسعه

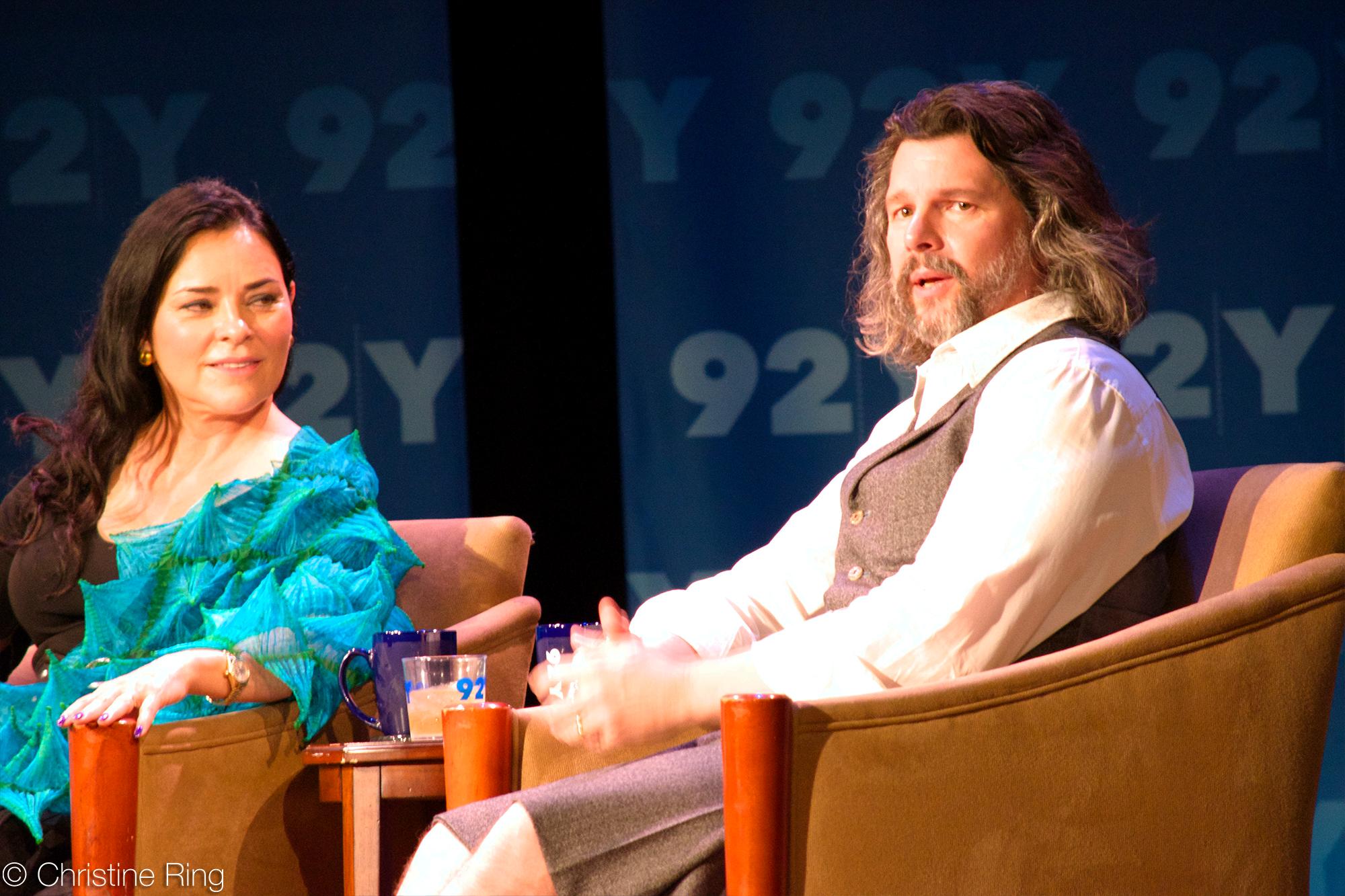
رونالد مور (سمت راست) توسعه دهنده این مجموعه است که بر اساس مجموعه رمانی به همین نام نوشته شده توسط دایانا گابالدون (سمت چپ) ساخته شده است.

در ژوئیه۲۰۱۲، گزارش شد که تلویزیون سونی پیکچرز تلویژن برای ساخت سریال غریبه از دایانا گابالدون اطمینان حاصل کرده است که بزودی این پروژه آغاز به کار کند، سونی قرارداد خود را با استارز در نوامبر ۲۰۱۲ به پایان رساند و رونالد مور در آوریل ۲۰۱۳ یک تیم نویسنده استخدام کرد، در ماه ژوئن، استارز پروژه غریبه را برای سفارش شانزده اپیزودی به دستور کار رساند و در ماه آگوست اعلام شد که جان دال کارگردانی دو قسمت اول را بر عهده دارد. مدیر عامل استارز، کریس آلبرشت بعدا گفت که او ساخت چندین پروژه از جمله مجموعه غریبه را با هدف سبز کردن توسعه شبکه به سمت "مخاطبانی که کمتر مورد توجه قرار می گیرند" را آغاز  کرده است تا "طرفداران پرشور و طرفداران واقعی را برای ژانر های خود ایجاد کند.  آلبرشت آن را "نوع دیگری از نمایش به یادگار مانده از گذشته" خواند و معتقد بود كه تلفیق غریبه از ژانر فانتزی، عاشقانه محوری و تمركز فمنیستی آن را از سایرین متمایز می‌كند. یکی دیگر از ویژگی های بارز این نمایش استفاده از زبان گیلیک اسکاتلندی است و Griogair Labhruidh در موسیقی متن فصل دوم به زبان گیلیکی آواز خواند.
در ۱۵ آگوست ۲۰۱ ، پس از پخش فقط قسمت پایلوت، شبکه این مجموعه را برای فصل دوم و حداقل با سیزده قسمت، بر اساس کتاب دوم مجموعه دایانا گابالدون،  به‌نام «سنجاقک در کهربا»، تمدید کرد. در اول ژوئن ۲۰۱۶، شبکه استارز این مجموعه را برای فصل سوم و چهارم تمدید کرد، که سومین و چهارمین رمان که توسط رمان‌های «طبل پاییز، غریبه و ویجر» اقتباس می‌شوند.
در ۹ مه ۲۰۱۸، شبکه استارز این مجموعه را برای فصل پنجم و ششم تمدید کرد که به ترتیب توسط رمان‌های «صلیب آتشین و یک نفس از خاکستر و برف» اقتباس می‌شوند و هر فصل شامل دوازده قسمت خواهد بود.

### نویسندگی
رونالد مور در مورد قسمت پایلوت گفت: «در سی و چهل دقیقه اول کارهای زیادی انجام شده است که در کتاب موجود نیست یا مجموعه‌ای کمی از اتفاقاتی است که در کتاب افتاده است». وی تأكید كرد كه نمی خواهد سفر در زمان را به شیوه علمی تخیلی و پر از جلوه‌های ویژه سنتی ارائه دهد، وی در مورد توصیف اقتباس از فصل اول مجموعه به عنوان "داستانی ساده" اینگونه توضیح داد: «همیشه به وضوح مشخص بود که ساختار اصلی داستان چیست، کلیر سعی دارد به خانه برود، اما وقتی که با این پسر "جیمی" آشنا و دلباخته‌ی وی شد، در میان دوراهی قرار گرفت و در ادامه دیگر قصد بازگشت به خانه "قرن ۲۰ام" را نداشت.» همچنین وی در مورد فضای تیره‌تر نیمه دوم فصل اول گفت: «داستان پیچیده‌تر، سفر آن‌ها احساسی و عذاب‌آور می‌شود.»
کتاب از نظر نحوه نوشتن آن توسط دایانا گابالدون برای فصل دوم ساختار پیچیده‌تری دارد، بنابراین اقتباس آن به آسانی فصل اول نبود، کتاب دوم، کتاب بسیار پیچیده‌تری است، اما بسیار متفاوت ارائه شده‌است، در نتیجه درگیری ما برای کشف کردن چگونگی ترجمه این داستان خاص برای ایجاد فصل‌های این مجموعه بیشتر طول کشید، مشکلات بیشتر شد، شخصیت ها بیشتر شد، این یک کار بزرگ بود که باید به بهترین نحو به سرانجام می‌رسید.
دایانا گابالدون به عنوان مشاور تولید تلویزیون استخدام شد. هنگامی که در ژوئن ۲۰۱۵ در مورد اقتباس فصل اول از او سوال شد، وی گفت: "من فکر می‌کنم آنها داستان را بسیار موثر متراکم کردند" در مارس ۲۰۱۵، او در مورد فیلمنامه‌های فصل دو گفت: "فضای پاریسی بسیار خوب است و در واقع من تحت تأثیر رئوس مطالبی که دیده‌ام عمیقا تحت تأثیر قرار گرفته‌ام من فکر می‌کنم عوامل مجموعه بسیار کار خارق العاده ای انجام داده‌اند و مهمترین عناصر این مجموعه طرح و ترتیب داستان است که بسیار قانع كننده و زیبا آن را به‌وجود آورده‌اند". همچنین گابالدون فیلمنامه قسمت "انتقام از من است" فصل دوم را نوشت است.
به گفته رونالد مور، نگارش و پیش تولید فصل چهارم در حالی آغاز شد که فصل سه هنوز در حال تولید بود. همچنین گابالدون فیلمنامه یک اپیزود را برای فصل پنجم نوشت.

### انتخاب بازیگر

پوستر تبلیغاتی فصل یک، با حضور کترینا بلف و سم هیوین

در ۹ ژوئیه ۲۰۱۳، اعلام شد که سم هیوین در نقش جیمی فریزر برای بازیگر مرد اصلی انتخاب شده است و همچنین توبیاس منزیس دومین بازیگری بود که در ۸ آگوست برای نقش‌های دوتایی به‌ عنوان فرانک و جاناتان رندال انتخاب شد.  استیون والترز و آنت بدلند در ۲۹ اوت ۲۰۱۳ برای نقش های آنگوس مور و خانم فیتزگیبونز و گراهام مک تاویش و گری لوئیس در۴ سپتامبر به عنوان برادران مک‌کنزی معرفی شدند. کلیر بیچامپ راندال، نقش اول زن مجموعه، همانطور که در ۱۱ سپتامبر ۲۰۱۳ اعلام شد، توسط کترینا بلف به تصویر کشیده‌شد. این مجموعه بعدا در اکتبر ۲۰۱۳ لاته فربیک را به عنوان گیلیس دانکن و لارا دانلی را به عنوان جنی، خواهر جیمی اضافه کرد.
در دسامبر ۲۰۱۳، سیمون کالو برای نقش مکمل دوک سندرینگهام انتخاب شد و همچنین مجله انترتینمنت ویکلی در آوریل ۲۰۱۴ گزارش داد که مجموعه استیون کری را برای نقش ایان موری «همسر جنی» را به مجموعه اضافه کردند، بیل پترسون در ژوئن ۲۰۱۴ به عنوان وکیل ند گوان انتخاب شد، در آگوست ۲۰۱۴ اعلام شد که فریزر هاینز در یک قسمت برای اپیزود ماه مه سال ۲۰۱۵ در زندان ونت ورث نقش سر فلچر گوردو ، رئیس زندان انگلیسی‌ها را بازی می کند.
در ژوئن ۲۰۱۵، این مجموعه اندرو گوور را به عنوان شاهزاده چارلز ادوارد استوارت رهبر جاکوبیت‌ها و همچنین لورنس دوبیز برای نقش الکس راندال برادر جوانتر بلک جک را انتخاب کرد، از دیگر بازیگران اضافه شده برای فصل دوم می‌توان به رومن برروکس در نقش فرگوس «نوجوان» جیب‌بر فرانسوی، رزی دی برای نقش مری هاوکینز،استنلی وبر برای نقش کنت سن-ژرمن، دومینیک پینان به عنوان شفادهنده و برای نقش استاد ریموند، مارک دورت برای نقش وزیر دارایی فرانسه «جوزف دوورنی»، فرانسیس د لا تور در نقش مادر هیلدگارد، و آدری بریسون برای نقش خواهر آنجلیک اشاره کرد.
در ژوئیه ۲۰۱۵، لیونل لینگلسر به عنوان پادشاه لوئی پانزدهم فرانسه انتخاب شد. رونالد مور در ژوئن ۲۰۱۵ فاش کرد که لاته فربیک در نقش گیلیس (که در فصل اول کشته شد) برای فصل چهارم باز خواهد گشت، ریچارد رانکین در دسامبر ۲۰۱۵ به عنوان راجر ویکفیلد انتخاب شد همچنین سوفی اسکلتون برای به تصویر کشیدن نقش برایانا رندال، دختر کیلر و جیمی، در ژانویه ۲۰۱۶ انتخاب شد.
در آگوست ۲۰۱۶، تلویزیون استارز اعلام کرد که دیوید بری برای فصل سه به عنوان لرد جان ویلیام گری انتخاب شده است همچنین ویل جانسون به عنوان جو ابرناتی و جان بل به عنوان ایان فریزر موری (خواهرزاده‌ی جیمی) انتخاب شد. در اکتبر، سزار دومبوی به عنوان فرگوس بزرگسال انتخاب شد و لورن لایل به عنوان دختر لیری، مارسالی مک‌کیمی انتخاب شد. هانا جیمز و تانیا رینولدز به عنوان ژنو و ایزبل دونسی در نوامبر ۲۰۱۶ انتخاب شدند.
در اکتبر ۲۰۱۷، دو نقش برای فصل چهارم مجموعه اعلام شدند. ماریا دویل کندی به عنوان خاله‌ی جیمی «جوکاستا»، و اد اسپیلرز به عنوان استفان بونت، در نقش یک دزد دریایی و قاچاقچی ایرلندی انتخاب شدند. انتخاب بازیگر نقش کالین مک‌فارلن به عنوان پیشخدمت و برده‌ی جوکاستا، در ژانویه ۲۰۱۸ اعلام شد. نقش افراد قبیله‌ی چروکی و موهاک برای فصل چهارم و پنجم توسط اعضای First Nations از کانادا که برای فیلمبرداری این مجموعه به اسکاتلند سفر کرده بودند ، به تصویر کشیده شدند.
در ماه مه سال ۲۰۲۰، دیوید بری «بازیگر نقش  لرد جان ویلیام گری» اعلام کرد که برای فصل ششم مجموعه غریبه حضور نخواهد داشت.

### فیلمبرداری
فیلمبرداری اصلی از ماه سپتامبر سال ۲۰۱۳ در اسکاتلند آغاز شد. از استودیوهای شهر کامبرنولد، اسکاتلند برای فیلمبرداری در صحنه استفاده شد، همچنین فیمبرداری صحنه های این مجموعه در مناطقی همچون دون کسل استرلینگ، آسیابی در لینتون شرقی، لوتیان شرقی، نیوتونمور در ارتفاعات اسکاتلند، جنگل رودیمارکس، معادن نزدیک بسگیت، لوتیان غربی، ابرفویل، استیرلینگ، کاخ لینلیتگو، روستای فالکلاند و کالراس در شهرستان فایف، انجام می‌شود.
در ژوئیه ۲۰۱۳، رئیس خزانه بریتانیا، جورج آزبرن تأیید کرد که تولید این مجموعه از برنامه خلاقیت بخش مالیات که در سال ۲۰۱۲ در انگلیس اجرا شد، بهره‌مند می‌شود، که تخفیف‌های مالیات مجموعه را برای تولیدات سطح بالا‌ی تلویزیون گسترش می‌دهد. دولت اسکاتلند همچنین موافقت کرد تا کمک کند تا هزینه تبدیل یک مجتمع انبار در حومه کامبرنولد در شمال لانارکشایر به یک استودیوی فیلمسازی پرداخت شود.
تولید فصل ششم قرار بود در ماه مه سال ۲۰۲۰ آغاز شود اما به دلیل بیماری همه‌گیر کووید-۱۹ به تأخیر افتاد. ماریل دیویس، تهیه کننده اجرایی در مورد شایعات مبنی بر اینکه این فصل آخرین فصل است، اظهار داشت: "ما نمی‌دانیم که این آخرین فصل است، اما هنوز برای فصل بعد هیچ تصمیم نگرفته‌ایم".

### موسیقی
موسیقی این مجموعه را بر مک‌کرری ساخته است. موسیقی متن اقتباسی از شعر «Sing me a Song of a Lad that is Gone» به نوسیندگی رابرت لویی استیونسن، و تنظیم شده با آواز اسکاتلندی به‌نام «The Skye Boat Song» است.
برای نیمه اول فصل دوم، بیت دوم مضمون آغازین مجموعه به زبان فرانسه خوانده می‌شود تا فضای فرانسه را در فصل پخش کند، برای نیمه دوم فصل سه، بیت دوم از مضمون آغازین دارای موسیقی کارائیبی است تا فضای جامائیکا را منعکس کند همچنین موسیقی متن فصل چهارم دارای صدای آمریکایی-استعماری است.

## پخش
اولین بار مجموعه غریبه در ایالات متحده در ۹ آگوست ۲۰۱۴ به نمایش درآمد. هشت قسمت اول آن در سپتامبر پخش شد و هشت قسمت باقیمانده در آوریل 2015 از سر گرفته شدند.
مجموعه غریبه در استرالیا از شبکه SoHo در ۱۴ آگوست ۲۰۱۴، و از ۲۴ آگوست ۲۰۱۴ در کانادا از شبکه Showcase پخش شد. همچنین این مجموعه در ۲۱ اکتبر ۲۰۱۴ در ایرلند به نمایش درآمد. در انگلستان، توسط پرایم ویدئو خریداری شد و در۲۶ مارس ۲۰۱۵ برای اولین بار به نمایش درآمد، در آوریل ۲۰۱۵، روزنامه اسکاتلندی هرالد گزارش داد که ایمیل‌های فاش شده در Sony Pictures Entertainment Hack نشان می‌دهد که تاخیر پخش در انگلیس ممکن است به دلیل حساسیت در مورد همه‌پرسی استقلال اسکاتلند در سپتامبر  ۲۰۱۴ اتفاق افتاد با تاخیر مواجعه شود.
فصل دوم، در ۱۳ قسمت برای ۹ آوریل ۲۰۱۶، و فصل سوم در ۱۳ قسمت برای ۱۰ سپتامبر ۲۰۱۷ آماده‌ی پخش شد. همچنین فصل چهارم در ۴ نوامبر ۲۰۱۸،  و پنجمین فصل در ۱۶ فوریه سال ۲۰۲۰ پخش شد.